# Philadelphia 76ers 1980-1981
La stagione 1980-81 dei Philadelphia 76ers fu la 32ª nella NBA per la franchigia.
I Philadelphia 76ers vinsero la Atlantic Division della Eastern Conference con un record di 62-20. Nei play-off vinsero il primo turno con gli Indiana Pacers (2-0), la semifinale di conference con i Milwaukee Bucks (4-3), perdendo poi la finale di conference con i Boston Celtics (4-3).

## Roster
| N° | Naz.                   | Ruolo | Sportivo         | Anno | Alt. | Peso |
| -- | ---------------------- | ----- | ---------------- | ---- | ---- | ---- |
| 4  | Stati Uniti (bandiera) | G     | Clint Richardson | 1956 | 191  | 88   |
| 6  | Stati Uniti (bandiera) | GA    | Julius Erving    | 1950 | 198  | 91   |
| 9  | Stati Uniti (bandiera) | G     | Lionel Hollins   | 1953 | 191  | 84   |
| 10 | Stati Uniti (bandiera) | G     | Maurice Cheeks   | 1956 | 185  | 82   |
| 11 | Stati Uniti (bandiera) | AC    | Caldwell Jones   | 1950 | 211  | 98   |
| 18 | Stati Uniti (bandiera) | A     | Ollie Johnson    | 1949 | 198  | 91   |
| 20 | Stati Uniti (bandiera) | GA    | Doug Collins     | 1951 | 198  | 82   |
| 22 | Stati Uniti (bandiera) | G     | Andrew Toney     | 1957 | 191  | 81   |
| 23 | Stati Uniti (bandiera) | A     | Steve Mix        | 1947 | 201  | 98   |
| 24 | Stati Uniti (bandiera) | A     | Bobby Jones      | 1951 | 206  | 95   |
| 25 | Stati Uniti (bandiera) | AC    | Earl Cureton     | 1957 | 206  | 95   |
| 44 | Stati Uniti (bandiera) | A     | Monti Davis      | 1958 | 201  | 93   |
| 53 | Stati Uniti (bandiera) | C     | Darryl Dawkins   | 1957 | 211  | 114  |

## Staff tecnico
- Allenatore: Billy Cunningham
- Vice-allenatori: Chuck Daly, Jack McMahon
- Preparatore atletico: Al Domenico